# Лазер с распределённой обратной связью
Лазер с распределённой обратной связью (РОС-лазер, англ. distributed feedback laser, DFB laser) — инжекционный полупроводниковый лазер, обратная связь в котором создаётся за счёт отражения световых волн от периодической решётки, создаваемой в активной среде.

## Описание

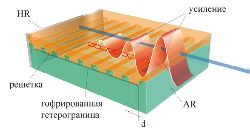
Оптическая схема полупроводникового лазера с распределённой обратной связью. HR — зеркало с большим коэффициентом отражения; AR — просветляющее покрытие.

В инжекционных гетеролазерах с распределённой обратной связью (РОС-лазерах) для создания обратной связи одна из гетерограниц делается гофрированной, что создаёт периодическое изменение показателя преломления и приводит к интерференционному отражению.
Условие отражения от периодической структуры выполняются для лучей обоих направлений. Таким образом, периодическая решётка создаёт обратную связь в обоих направлениях, распределённую по всей длине лазера. Поскольку обратная связь, создаваемая периодической решёткой, является селективной, то в РОС-лазерах обеспечивается режим одномодовой генерации.
РОС-лазеры можно размещать непосредственно на поверхности полупроводниковой подложки и подключать их к волноводам на поверхности этой подложки, создавая фотонные интегральные схемы.
Наиболее эффективное согласование РОС-лазера с канальным волноводом достигается в РОС-лазерах с раздельным оптическим и электронным ограничением в двойной гетероструктуре (РОДГС-РОС-лазеры).
РОС-лазеры отличаются температурной стабильностью частоты генерации, которая однозначно определяется оптическим периодом решётки. Коэффициент температурной зависимости длины волны излучения типичного РОС-лазера составляет 0,1 нм/град и определяется температурной зависимостью показателя преломления. Это позволяет перестраивать частоту излучения добавив блок управления температурой лазера. Простота реализации — это главное и очень существенное преимущество перестраиваемых РОС-лазеров. Однако существенный недостаток таких лазеров — ограниченная область перестройки частоты.
Для увеличения диапазона перестройки используются полностью моноблочные интегрированные конструкции, содержащие решётку из нескольких РОС-лазеров, объединённых в один блок. Так, блок из восьми параллельно расположенных РОС-лазеров и объединённых многомодовым волноводным объединителем (MMI) позволяет обеспечить диапазон перестройки до 60 нм. Для увеличения выходной мощности такого перестраиваемого лазера на выходе устанавливается усилитель. Разработаны и исследованы различные конструкции многоэлементных перестраиваемых лазеров с числом элементарных РОС-лазеров в решётке от 2 до 8.